# Господарката на езерото
Господарката на езерото е миститериозна жена, на която се приписва даването на легендарния меч Екскалибур на крал Артур и отглеждането на малкия Ланселот, който остава сирак след убийството не неговите родители.

## Образа в популярната култура
Популярен е образът на господарката на езерото от филма „Мерлин“, където тя е представена като по-добрата сестра на кралица Маб. В „Ексалибур“ като тази, която дава и взима Екскалибур от Артур. В продължението на „Мерлин“ иска да отмъсти за застрояването на нейното езеро. В „Мъглите на Авалон“ е представена като главна жрица на богинята майка на митичния остров.